# Голишева (Туринський міський округ)
Го́лишева (рос. Голышева) — присілок у складі Туринського міського округу Свердловської області.
Населення — 1 особа (2010, 7 у 2002).
Національний склад населення станом на 2002 рік: росіяни — 100 %.